# MULAG Fahrzeugwerk
Das Mulag Fahrzeugwerk Heinz Wössner GmbH u. Co. KG (Eigenschreibweise: MULAG) ist ein deutsches Unternehmen, das Nutzfahrzeuge herstellt. Sitz des Unternehmens ist Oppenau, ein weiterer Standort befindet sich in Bad Peterstal-Griesbach. Der Unternehmensname (Firma) ist das Akronym für Motor Universal Lasten Arbeits Gerät. Es ist nicht identisch mit dem früheren Fahrzeughersteller Mannesmann-MULAG aus Aachen, der 1928 von Büssing übernommen wurde.

## Geschichte
Das Unternehmen wurde im Jahre 1953 als Huber & Wössner GbR in Bad Peterstal-Griesbach im Schwarzwald gegründet. Hier wurden zunächst landwirtschaftliche Nutzfahrzeuge hergestellt; diese gingen kurze Zeit später auch in den Export ins europäische Ausland. Als Markenzeichen wurde ein rundes Firmenemblem mit den Buchstaben HW verwendet, was für Josef Huber und Heinz Wössner stand, den Gründern des Unternehmens. Besonders bekannt wurden dabei ab den späten 1950er Jahren die Spezialfahrzeuge für schmale Fahrwege auf Weinbergen, die in Griechenland und anderswo in Südeuropa zum Teil heute noch im Einsatz beobachtet werden können.

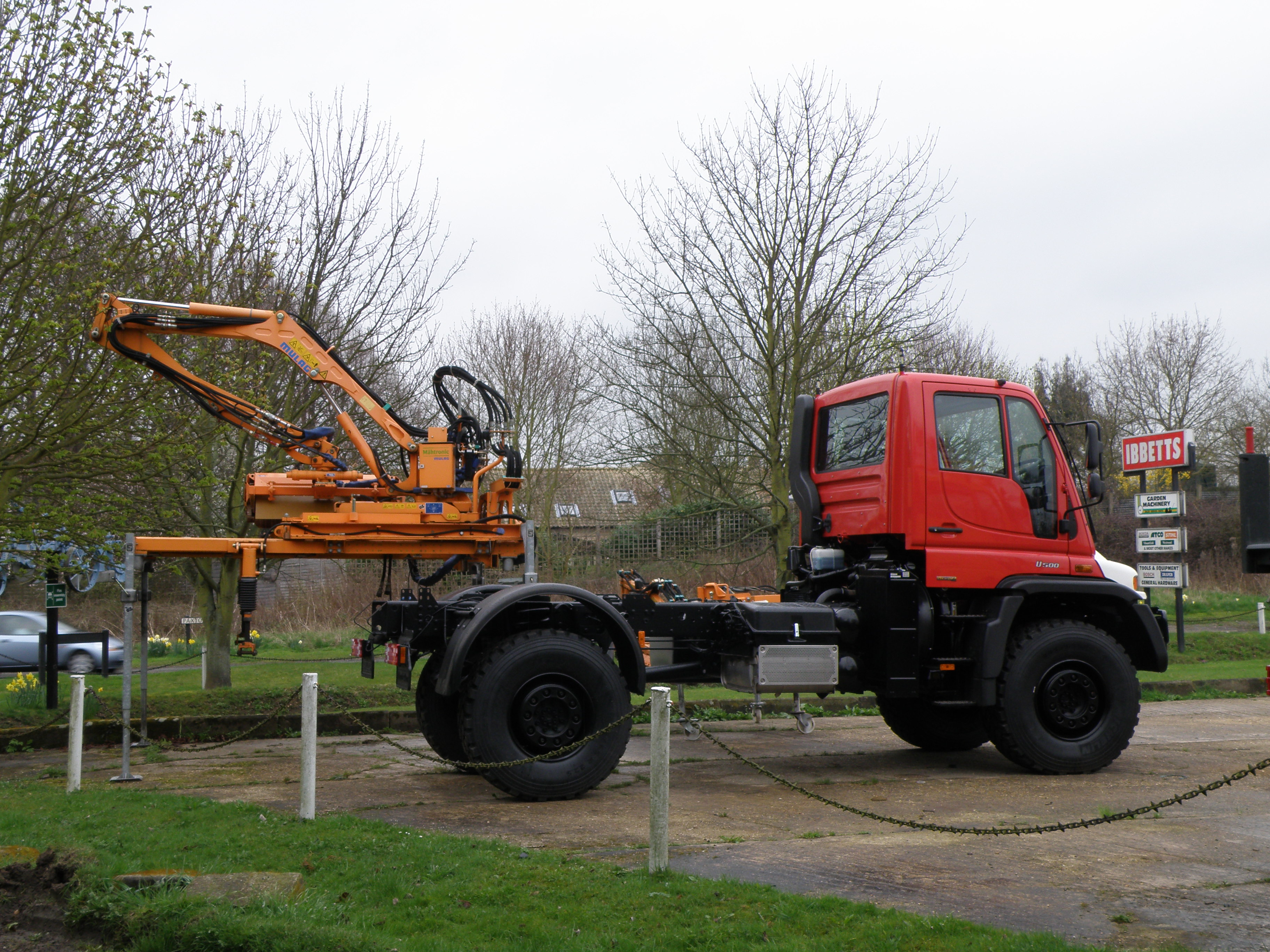
Unimog 405 mit Heckenschere von Mulag als modulares Anbaugerät.

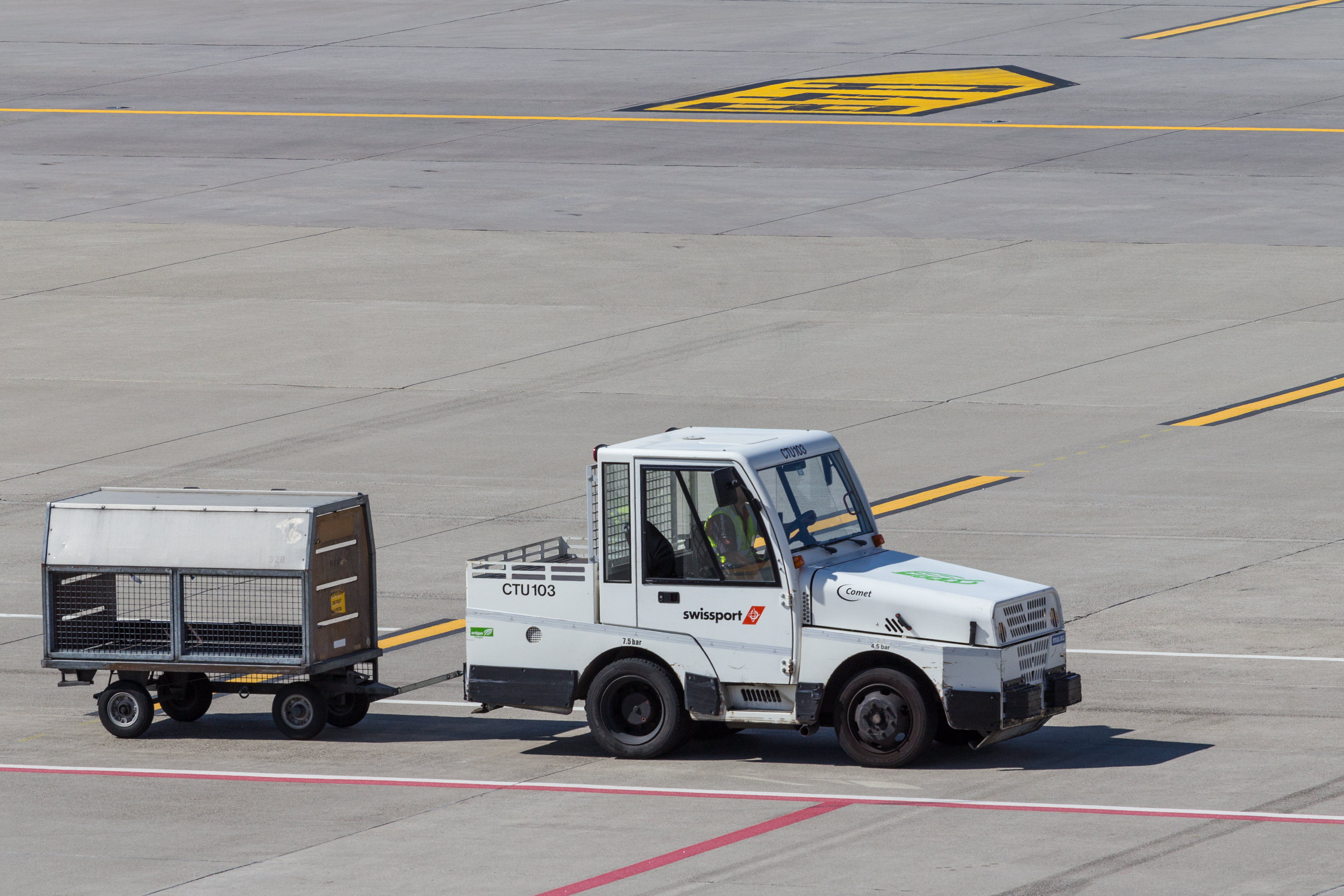
Mulag Comet Flughafenschlepper

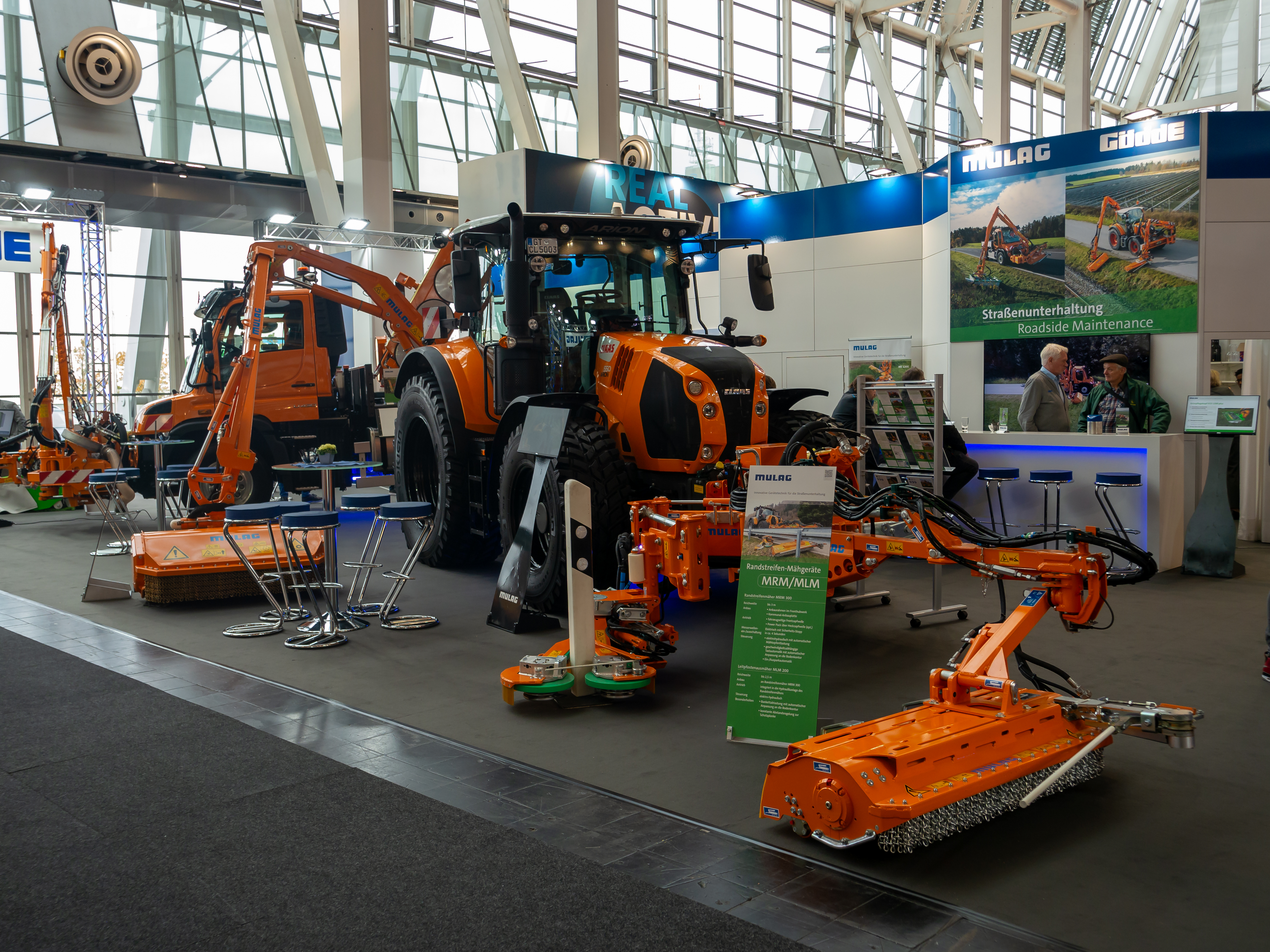
Randstreifen- und Böschungsmähgerät sowie Leitpfostenausmäher von Mulag-Gödde an einem Kommunaltraktor

Seit dem 1. April 1964 firmierte das Unternehmen als Mulag Fahrzeugwerk Heinz Wössner KG und änderte das Firmenlogo in den blauen Namensschriftzug MULAG, der noch heute in überarbeiteter Form besteht. Ebenfalls im Jahre 1964 wurde der Produktbereich Flughafenvorfeldfahrzeuge mit der Konstruktion von Gepäckförderbandwagen für Flughäfen begründet, später ergänzt von Vorfeldschleppern. Im Jahre 1971 wurde der zweite heute bestehende Produktbereich Straßenunterhaltungsgeräte mit der Herstellung von selbstaufnehmenden Mähgeräten als Unimog-Aufbau für den Kommunalbereich geschaffen.
1980 wurde der Standort Oppenau eröffnet und wenige Jahre später der Unternehmenssitz hierher verlegt. Ein Erweiterungsbau im Jahre 2000 mit modernen Büroräumen, großer Montagehalle und Lagerkapazitäten ergänzte den Standort später.
Heute stellt das Unternehmen vorwiegend Flughafenvorfeldfahrzeuge wie z. B. Flughafenschlepper, Förderbandwagen und Containerpalettentransporter (die weltweit exportiert werden), sowie Straßenunterhaltungsgeräte wie zum Beispiel Böschungsmäher als Zubehör zu kommunalen Trägerfahrzeugen wie dem Unimog oder Kommunalschlepper her.

## MULAG Transporter

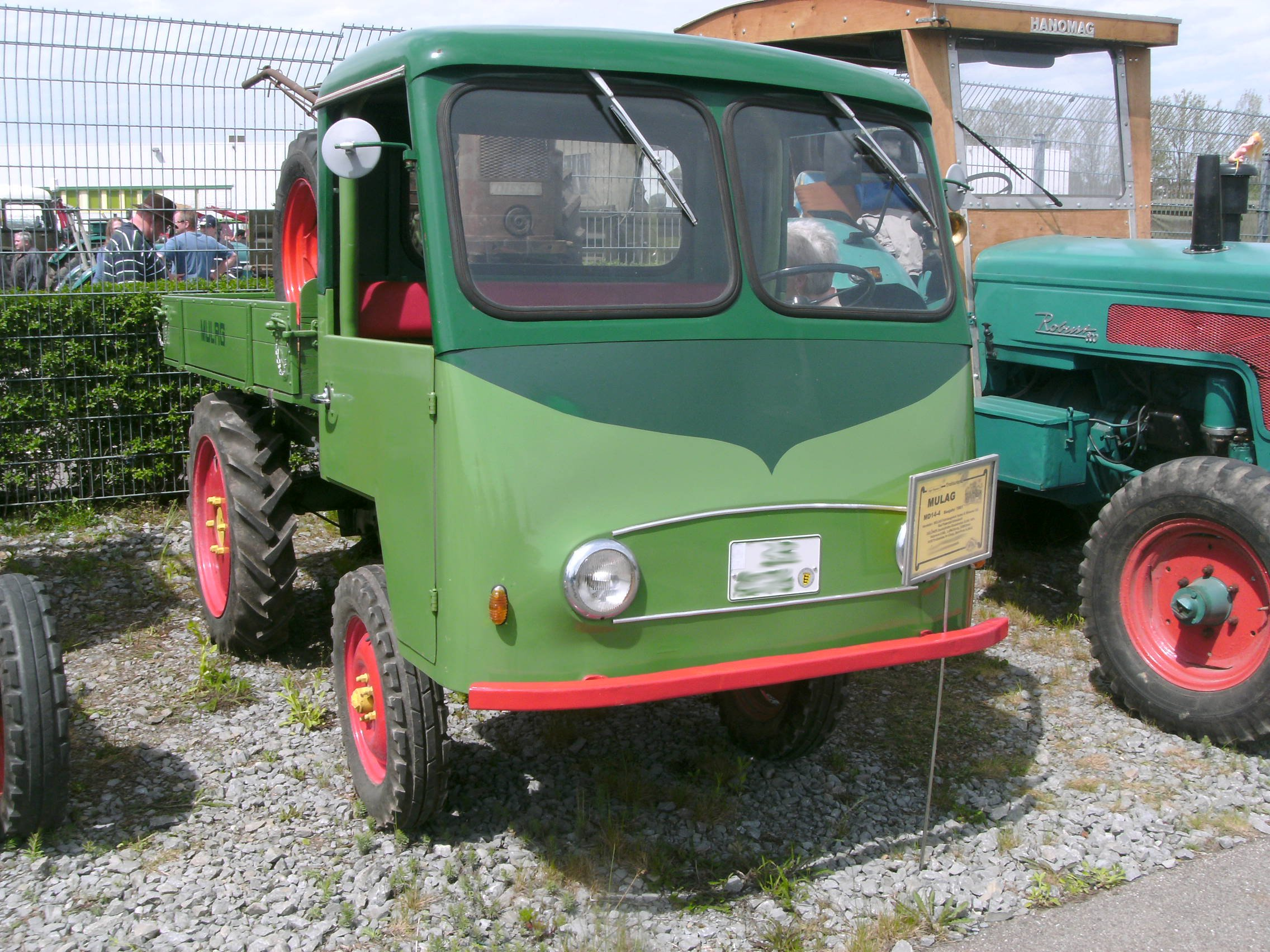
Mulag MD14-4, Bj. 1961, 14 PS
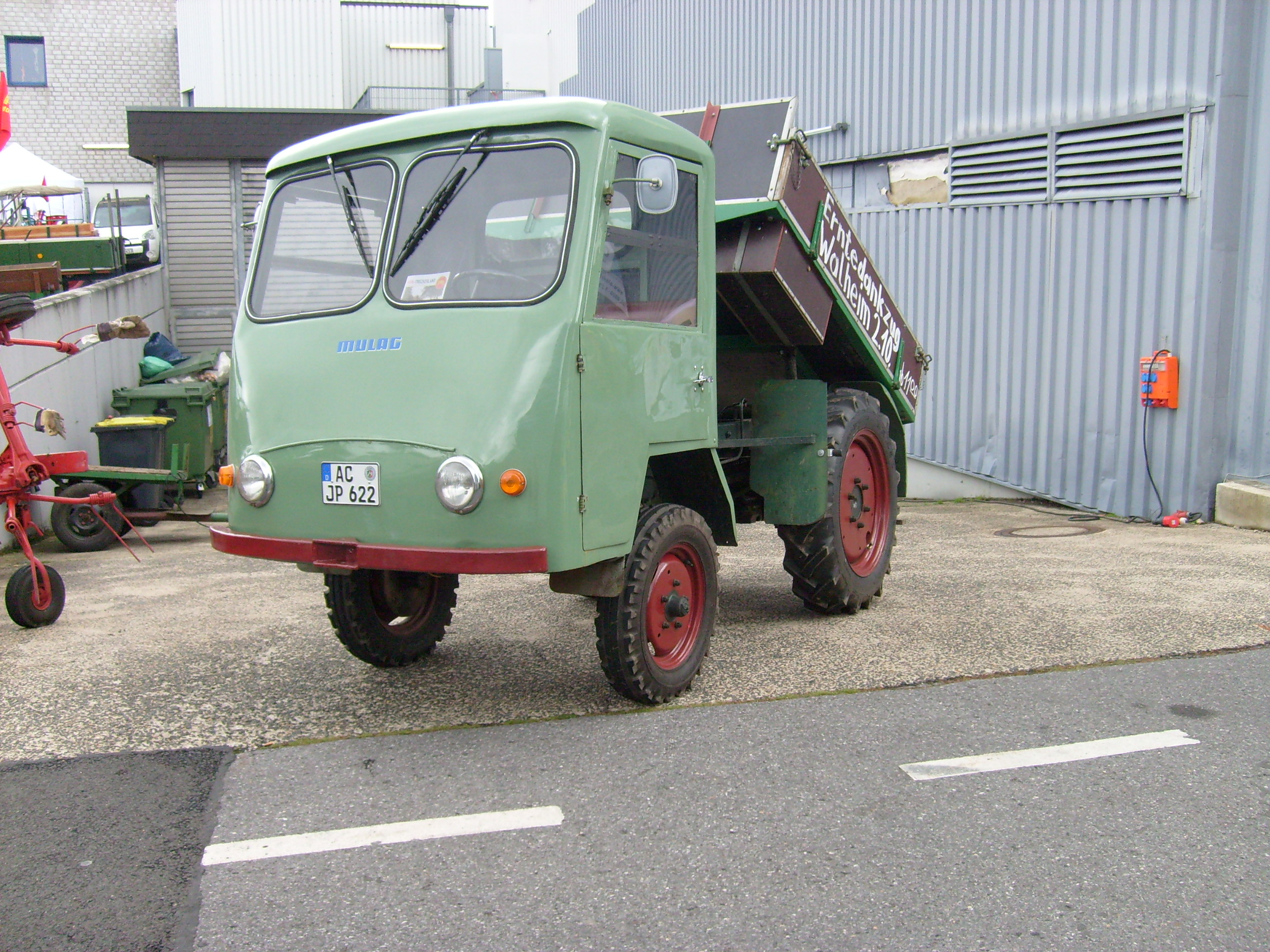
Mulag Transporter, Bj. 1962
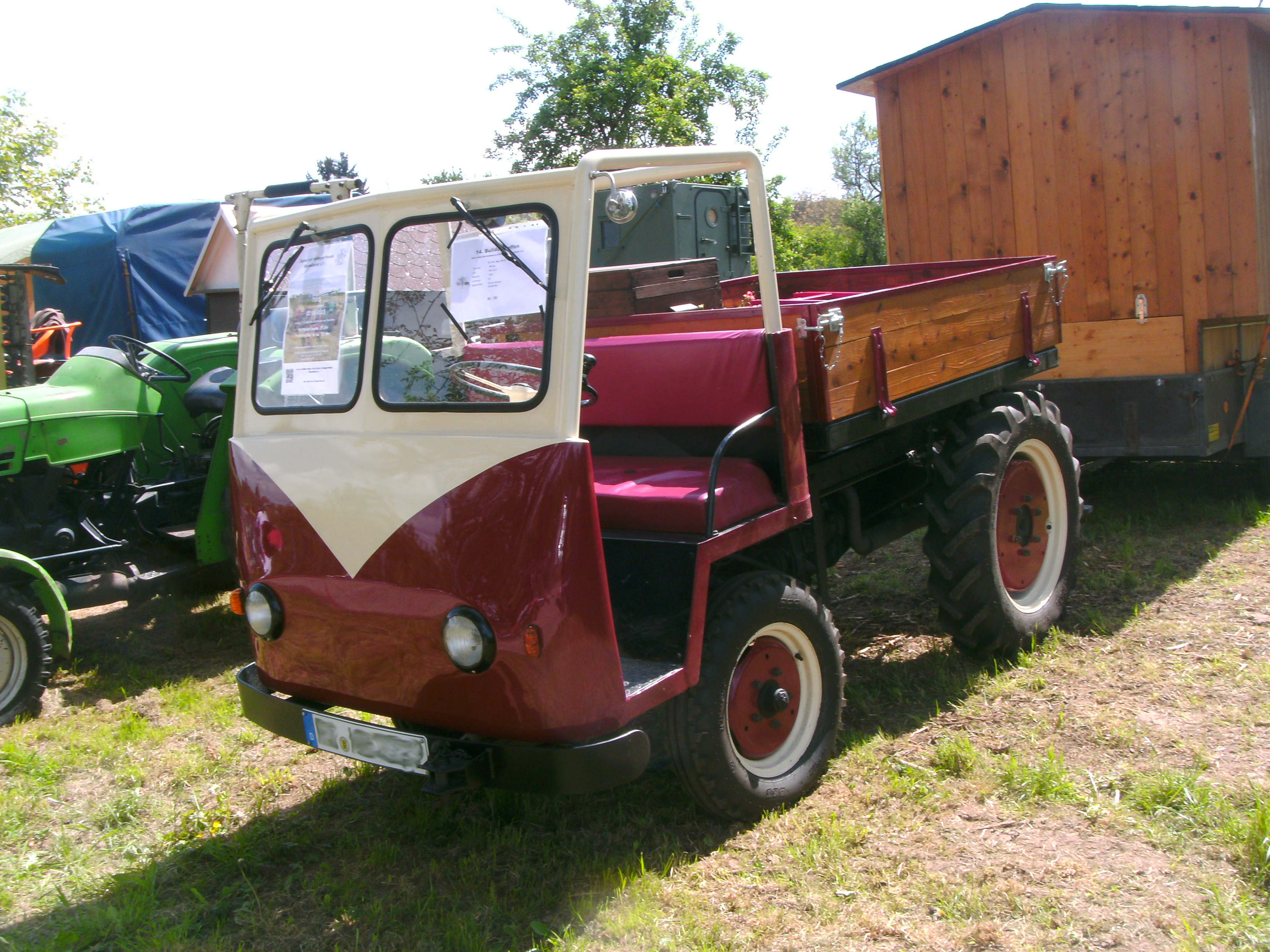
Mulag MD22-4, Bj. 1963, 25 PS